# Bic (компанія)
Société Bic SA, зазвичай називають просто Bic — компанія, що базується в Кліші, Франція. Найвідоміший виробник кулькових ручок. Компанія, заснована в 1945 році бароном Марселем Біком, стала відома своїми споживчими продуктами, такими як запальнички, бритви, механічні олівці, і паперові вироби.